# Kristy Kowal
Kristina Ann "Kristy" Kowal (Reading, 9 de outubro de 1978) é uma nadadora norte-americana.
Nos Jogos Olímpicos de Sydney 2000, ganhou a medalha de prata nos 200 metros peito.